# Procamallanus chetumalensis
Procamallanus chetumalensis is een rondwormensoort uit de familie van de Camallanidae. De wetenschappelijke naam van de soort is voor het eerst geldig gepubliceerd in 2002 door Gonzalez-Solis, Moravec & Vidal-Martinez.